# Tmetonyx nobilis
Tmetonyx nobilis is een vlokreeftensoort uit de familie van de Uristidae.